# Morti nel 1240
| Questa pagina contiene informazioni ricavate automaticamente dalle voci biografiche con l'ausilio del template Bio e di un bot. L'aggiornamento è periodico e automatico e ricostruisce completamente la pagina. Se manca una persona in questa lista, sei pregato di non aggiungerla, ma accertati piuttosto che la sua voce biografica contenga il template Bio e che i dati anagrafici siano correttamente compilati. Se il template Bio manca, inseriscilo tu stesso o, in alternativa, metti l'avviso {{tmp\|Bio}} che ne segnala la mancanza. Se i dati riportati sono sbagliati, correggi direttamente la voce biografica; le modifiche saranno visibili in questa lista entro pochi giorni. Per chiarimenti vedi il progetto biografie. La lista contiene solo le 24 persone che sono citate nell'enciclopedia e per le quali è stato implementato correttamente il template Bio. Pagina aggiornata al 10 giu 2025. |

- 17 gennaio - Isabella di Pembroke, nobile britannica (n. 1200)
- 23 gennaio - Alberto da Pisa, francescano italiano
- 11 aprile - Llywelyn il Grande, principe
- 1º maggio - Jacques de Vitry, predicatore, teologo e storico francese
- 24 maggio - Skule Bårdsson, nobile norvegese (n. 1189)
- 19 giugno - Fujiwara no Hideyoshi, poeta giapponese (n. 1184)
- 24 luglio - Corrado di Turingia, nobile tedesco (n. 1206)
- 4 agosto - Ludmilla di Boemia, nobile boema (n. 1170)
- 31 agosto - Raimondo Nonnato, religioso e santo spagnolo
- 14 novembre - Serapione, religioso e santo inglese (n. 1179)
- 16 novembre - Edmondo di Canterbury, religioso, arcivescovo cattolico e santo inglese (n. 1170)
- 16 novembre - Ibn Arabi, filosofo, mistico e poeta arabo (n. 1165)
- 4 dicembre - Costanza d'Ungheria, nobile ungherese (n. 1180)
- Alessandro di Villedieu, letterato e matematico francese (n. 1175)
- Agnese di Francia, imperatrice bizantina (n. 1171)
- Bertrand de Comps
- Chormagan, generale mongolo
- Guglielmo di Warenne, nobile inglese (n. 1166)
- Metodio II di Costantinopoli, arcivescovo ortodosso bizantino
- Germano II di Costantinopoli, arcivescovo ortodosso bizantino
- Federico di Pettorano, nobile italiano (n. 1212)
- Uthman ibn Abd al-Haqq, sultano
- Radiya Sultana, sultano indiana
- John Fitzalan, signore di Oswestry, nobile inglese (n. 1200)